# 377
Het jaar 377 is het 77e jaar in de 4e eeuw volgens de christelijke jaartelling.

## Gebeurtenissen

### Europa
- Slag van de Wilgen: De Visigoten onder bevel van Fritigern plunderen Thracië. Keizer Gratianus stuurt een Gallisch expeditieleger om de Goten te bestrijden. In de veldslag leiden beide legers zware verliezen en de strijd eindigt onbeslist. De Frankische generaal Richomeres trekt zijn troepen terug naar Marcianopolis (huidige Bulgarije) en laat de voedselvoorraden naar de (voor de Goten onbereikbare) steden verplaatsen.
- Keizer Valens laat de bergpassen in het Balkangebergte afsluiten, maar door de dreiging van de Goten, Hunnen en Alanen moet hij deze blokkade opgeven. Hiermee mislukt zijn strategie om de "barbaren" in de driehoek Donau-Balkan-Zwarte Zee uit te hongeren. Valens mobiliseert in Constantinopel een legermacht (ca. 12.000 man) om naar Thracië te sturen.
- Gratianus verklaart alle tegenstanders van de Katholieke Kerk tot ketters. Hij weigert voortaan de titel pontifex maximus (opperpriester) te voeren.

### China
- De Chinese schilder Gu Kaizhi (Ku Kai-Chih) schildert zijn beroemde stuk "De godin van de rivier Lo".

## Geboren
- Arcadius, keizer van het Oost-Romeinse Rijk (overleden 408)